# Campionato mondiale di hockey su ghiaccio 1970
Il 37º Campionato mondiale di hockey su ghiaccio, valido anche come 48º campionato europeo di hockey su ghiaccio, si tenne nel periodo fra il 14 e il 30 marzo 1970 in Svezia, nella città di Stoccolma. La capitale scandinava aveva già ospitato il campionato mondiale in quattro diverse occasioni, nel 1949, nel 1954, nel 1963 e nel 1969. In origine l'evento si sarebbe dovuto svolgere in Canada a Montréal e a Winnipeg, tuttavia la federazione canadese si ritirò da tutti gli eventi ufficiali IIHF a causa della disputa sullo status di professionista per gli atleti partecipanti. I gruppi B e C si disputarono entrambi in Romania, quello B a Bucarest e quello C a Galați.
All'edizione del 1970 si iscrissero 21 nazionali suddivise nei tre gruppi A, B e C. Il Gruppo A si disputò con un doppio girone all'italiana per un totale di dieci partite e in seguito al ritiro del Canada venne ripescata la Polonia. Per la prima volta fu resto obbligatorio l'uso dei caschetti protettivi per i giocatori in campo. Il torneo fu vinto per l'ottava volta consecutiva dall'Unione Sovietica, seguita sul podio dalla Svezia, unica squadra capace di sconfiggere i futuri campioni e infine dalla Cecoslovacchia. Venne retrocessa la Polonia, sostituita dagli Stati Uniti vincitori del Gruppo B.

## Campionato mondiale Gruppo A

### Girone finale
| Stoccolma 14 marzo 1970, ore 12:00 | Unione Sovietica | 2 – 1 (0-0; 0-0; 2-1) | Finlandia | Johanneshovs isstadion |

| Stoccolma 14 marzo 1970, ore 16:00 | Svezia | 6 – 1 (1-0; 2-1; 3-0) | Germania Est | Johanneshovs isstadion |

| Stoccolma 14 marzo 1970, ore 19:30 | Cecoslovacchia | 6 – 3 (2-1; 3-1; 1-1) | Polonia | Johanneshovs isstadion |

| Stoccolma 15 marzo 1970, ore 12:00 | Unione Sovietica | 12 – 1 (3-0; 3-1; 6-0) | Germania Est | Johanneshovs isstadion |

| Stoccolma 15 marzo 1970, ore 16:00 | Finlandia | 9 – 1 (2-1; 1-0; 6-0) | Polonia | Johanneshovs isstadion |

| Stoccolma 15 marzo 1970, ore 19:30 | Cecoslovacchia | 4 – 5 (2-2; 1-1; 1-2) | Svezia | Johanneshovs isstadion |

| Stoccolma 17 marzo 1970, ore 12:00 | Unione Sovietica | 7 – 0 (2-0; 5-0; 0-0) | Polonia | Johanneshovs isstadion |

| Stoccolma 17 marzo 1970, ore 16:00 | Cecoslovacchia | 4 – 1 (2-0; 0-0; 2-1) | Germania Est | Johanneshovs isstadion |

| Stoccolma 17 marzo 1970, ore 19:30 | Svezia | 1 – 3 (0-2; 1-1; 0-0) | Finlandia | Johanneshovs isstadion |

| Stoccolma 18 marzo 1970, ore 19:30 | Cecoslovacchia | 1 – 3 (0-1; 1-0; 0-2) | Unione Sovietica | Johanneshovs isstadion |

| Stoccolma 19 marzo 1970, ore 16:00 | Finlandia | 1 – 0 (1-0; 0-0; 0-0) | Germania Est | Johanneshovs isstadion |

| Stoccolma 19 marzo 1970, ore 19:30 | Svezia | 11 – 0 (4-0; 2-0; 5-0) | Polonia | Johanneshovs isstadion |

| Stoccolma 20 marzo 1970, ore 16:00 | Cecoslovacchia | 9 – 1 (1-0; 5-1; 3-0) | Finlandia | Johanneshovs isstadion |

| Stoccolma 20 marzo 1970, ore 19:30 | Svezia | 4 – 2 (1-1; 2-0; 1-1) | Unione Sovietica | Johanneshovs isstadion |

| Stoccolma 21 marzo 1970, ore 16:00 | Germania Est | 2 – 2 (1-0; 1-1; 0-1) | Polonia | Johanneshovs isstadion |

| Stoccolma 22 marzo 1970, ore 12:00 | Cecoslovacchia | 10 – 2 (5-0; 2-2; 3-0) | Polonia | Johanneshovs isstadion |

| Stoccolma 22 marzo 1970, ore 16:00 | Svezia | 6 – 2 (1-1; 3-1; 2-0) | Germania Est | Johanneshovs isstadion |

| Stoccolma 22 marzo 1970, ore 19:30 | Unione Sovietica | 16 – 1 (5-0; 8-0; 3-1) | Finlandia | Johanneshovs isstadion |

| Stoccolma 24 marzo 1970, ore 12:00 | Finlandia | 4 – 0 (1-0; 2-0; 1-0) | Polonia | Johanneshovs isstadion |

| Stoccolma 24 marzo 1970, ore 16:00 | Unione Sovietica | 7 – 1 (4-0; 0-1; 3-0) | Germania Est | Johanneshovs isstadion |

| Stoccolma 24 marzo 1970, ore 19:30 | Cecoslovacchia | 2 – 2 (0-1; 1-0; 1-1) | Svezia | Johanneshovs isstadion |

| Stoccolma 25 marzo 1970, ore 16:00 | Unione Sovietica | 11 – 0 (3-0; 6-0; 2-0) | Polonia | Johanneshovs isstadion |

| Stoccolma 25 marzo 1970, ore 19:30 | Cecoslovacchia | 7 – 3 (3-0; 1-1; 3-2) | Germania Est | Johanneshovs isstadion |

| Stoccolma 26 marzo 1970, ore 19:30 | Svezia | 4 – 3 (1-0; 0-2; 3-1) | Finlandia | Johanneshovs isstadion |

| Stoccolma 27 marzo 1970, ore 17:00 | Cecoslovacchia | 1 – 5 (0-2; 0-2; 1-1) | Unione Sovietica | Johanneshovs isstadion |

| Stoccolma 28 marzo 1970, ore 12:00 | Germania Est | 4 – 3 (1-0; 0-3; 3-0) | Finlandia | Johanneshovs isstadion |

| Stoccolma 28 marzo 1970, ore 16:00 | Svezia | 5 – 1 (4-0; 1-0; 0-1) | Polonia | Johanneshovs isstadion |

| Stoccolma 29 marzo 1970, ore 16:00 | Germania Est | 5 – 2 (1-1; 0-1; 4-0) | Polonia | Johanneshovs isstadion |

| Stoccolma 30 marzo 1970, ore 12:00 | Cecoslovacchia | 3 – 5 (0-2; 2-2; 1-1) | Finlandia | Johanneshovs isstadion |

| Stoccolma 30 marzo 1970, ore 16:00 | Svezia | 1 – 3 (0-0; 1-2; 0-1) | Unione Sovietica | Johanneshovs isstadion |

| Pos. |                  | PG | V | N | P | GF | GS | DR  | Pt |
| 1.   | Unione Sovietica | 10 | 9 | 0 | 1 | 68 | 11 | +57 | 18 |
| 2.   | Svezia           | 10 | 7 | 1 | 2 | 45 | 21 | +24 | 15 |
| 3.   | Cecoslovacchia   | 10 | 5 | 1 | 4 | 47 | 30 | +17 | 11 |
| 4.   | Finlandia        | 10 | 5 | 0 | 5 | 31 | 40 | -9  | 10 |
| 5.   | Germania Est     | 10 | 2 | 1 | 7 | 20 | 50 | -30 | 5  |
| 6.   | Polonia          | 10 | 0 | 1 | 9 | 11 | 70 | -59 | 1  |

### Graduatoria finale
| Pos | Squadra          |
| --- | ---------------- |
|     | Unione Sovietica |
|     | Svezia           |
|     | Cecoslovacchia   |
| 4   | Finlandia        |
| 5   | Germania Est     |
| 6   | Polonia          |

| Promossi nel Gruppo A:   | Stati Uniti |
| Retrocessa nel Gruppo B: | Polonia     |

| Campione del mondo di hockey su ghiaccio 1970 |
| Unione Sovietica 10º titolo                   |

| Pos | Squadra          | Formazione |
| --- | ---------------- | --- |
|     | Unione Sovietica | Viktor Konovalenko, Vladislav Tret'jak, Vitalij Davydov, Valerij Vasiljev, Aleksandr Ragulin, Vladimir Lutčenko, Igor' Romiševskij, Evgenij Paladjev, Valerij Nikitin, Boris Michajlov, Vladimir Petrov, Valerij Charlamov, Vladimir Vikulov, Viktor Polupanov, Anatolij Firsov, Aleksandr Mal'cev, Vjačeslav Staršinov, Evgenij Mišakov, Aleksandr Jakušev, Vladimir Šadrin, Vladimir Šapovalov |
|     | Svezia           | Leif Holmqvist, Gunnar Bäckman, Thommy Abrahamsson, Arne Carlsson, Anders Hagström, Nils Johansson, Kjell-Rune Milton, Lars-Erik Sjöberg, Lennart Svedberg, Anders Hedberg, Stig-Göran Johansson, Stefan Karlsson, Hans Lindberg, Tord Lundström, Lars-Göran Nilsson, Anders Nordin, Roger Olsson, Björn Palmqvist, Ulf Sterner, Håkan Wickberg                                                  |
|     | Cecoslovacchia   | Vladimír Dzurilla, Miroslav Lacký, Jan Suchý, Josef Horešovský, Oldřich Machač, František Pospíšil, Vladimír Bednář, Ľubomír Ujváry, Vladimír Martinec, Richard Farda, Josef Černý, Jan Hrbatý, Jaroslav Holík, Jiří Holík, Július Haas, Václav Nedomanský, Jiří Kochta, František Ševčík, Ivan Hlinka, Stanislav Prýl                                                                           |

### Riconoscimenti
Riconoscimenti individuali
| Premio             | Giocatore         |
| ------------------ | ----------------- |
| Miglior portiere   | Urpo Ylönen       |
| Miglior difensore  | Lennart Svedberg  |
| Miglior attaccante | Aleksandr Mal'cev |

All-Star Team
| Attacco:  | Anatolij Firsov - Václav Nedomanský - Aleksandr Mal'cev |
| Difesa:   | Lennart Svedberg - Jan Suchý                            |
| Portiere: | Viktor Konovalenko                                      |

### Campionato europeo
Il torneo fu valido anche per il 48º campionato europeo. Il titolo continentale fu assegnato secondo una classifica che teneva conto solo degli scontri tra le squadre europee nel campionato mondiale; la vittoria andò per la quattordicesima volta all'Unione Sovietica, vincitrice del titolo mondiale.
| Pos | Squadra          |
| --- | ---------------- |
|     | Unione Sovietica |
|     | Svezia           |
|     | Cecoslovacchia   |
| 4   | Finlandia        |
| 5   | Germania Est     |
| 6   | Polonia          |

## Campionato mondiale Gruppo B
Il Campionato mondiale di Gruppo B si disputò a Bucarest, in Romania, dal 24 febbraio al 5 marzo 1970.
| Bucarest 24 febbraio 1970, ore 9:30 | Giappone | 1 – 11 (1-4; 0-3; 0-4) | Stati Uniti |  |

| Bucarest 24 febbraio 1970, ore 12:00 | Bulgaria | 2 – 4 (1-2; 0-1; 1-1) | Svizzera |  |

| Bucarest 24 febbraio 1970, ore 17:00 | Germania Ovest | 6 – 3 (1-1; 2-1; 3-1) | Jugoslavia |  |

| Bucarest 24 febbraio 1970, ore 19:30 | Norvegia | 4 – 3 (2-0; 2-0; 0-3) | Romania |  |

| Bucarest 25 febbraio 1970, ore 17:00 | Giappone | 1 – 2 (0-1; 0-0; 1-1) | Germania Ovest |  |

| Bucarest 25 febbraio 1970, ore 19:30 | Stati Uniti | 19 – 1 (6-1; 7-0; 6-0) | Bulgaria |  |

| Bucarest 26 febbraio 1970, ore 17:00 | Svizzera | 4 – 2 (2-1; 1-1; 1-0) | Norvegia |  |

| Bucarest 26 febbraio 1970, ore 19:30 | Jugoslavia | 3 – 4 (0-0; 1-1; 2-3) | Romania |  |

| Bucarest 27 febbraio 1970, ore 9:30 | Bulgaria | 3 – 8 (0-4; 2-2; 1-2) | Norvegia |  |

| Bucarest 27 febbraio 1970, ore 12:00 | Svizzera | 1 – 3 (0-0; 0-3; 1-0) | Norvegia |  |

| Bucarest 27 febbraio 1970, ore 17:00 | Jugoslavia | 1 – 5 (0-2; 1-1; 0-2) | Stati Uniti |  |

| Bucarest 27 febbraio 1970, ore 19:30 | Romania | 4 – 8 (0-2; 4-1; 0-5) | Giappone |  |

| Bucarest 28 febbraio 1970, ore 17:00 | Bulgaria | 2 – 11 (1-3; 1-4; 0-4) | Giappone |  |

| Bucarest 28 febbraio 1970, ore 19:30 | Stati Uniti | 5 – 2 (0-1; 3-1; 2-0) | Germania Ovest |  |

| Bucarest 1º marzo 1970, ore 17:00 | Norvegia | 3 – 3 (0-2; 1-0; 2-1) | Jugoslavia |  |

| Bucarest 1º marzo 1970, ore 19:30 | Svizzera | 7 – 1 (3-0; 1-0; 3-1) | Romania |  |

| Bucarest 2 marzo 1970, ore 9:30 | Germania Ovest | 13 – 1 (5-0; 7-0; 1-1) | Bulgaria |  |

| Bucarest 2 marzo 1970, ore 12:00 | Norvegia | 5 – 5 (2-1; 1-1; 2-3) | Giappone |  |

| Bucarest 2 marzo 1970, ore 17:00 | Jugoslavia | 6 – 3 (2-0; 2-2; 2-1) | Svizzera |  |

| Bucarest 2 marzo 1970, ore 19:30 | Romania | 1 – 9 (1-4; 0-1; 0-4) | Stati Uniti |  |

| Bucarest 4 marzo 1970, ore 9:00 | Romania | 2 – 5 (1-0; 0-1; 1-4) | Germania Ovest |  |

| Bucarest 4 marzo 1970, ore 11:30 | Giappone | 3 – 2 (2-0; 0-2; 1-0) | Svizzera |  |

| Bucarest 4 marzo 1970, ore 15:00 | Bulgaria | 0 – 6 (0-1; 0-5; 0-0) | Jugoslavia |  |

| Bucarest 4 marzo 1970, ore 17:30 | Norvegia | 2 – 9 (0-4; 1-2; 1-3) | Stati Uniti |  |

| Bucarest 5 marzo 1970, ore 9:00 | Jugoslavia | 8 – 2 (6-1; 2-0; 0-1) | Giappone |  |

| Bucarest 5 marzo 1970, ore 11:30 | Stati Uniti | 12 – 3 (2-1; 6-1; 4-1) | Svizzera |  |

| Bucarest 5 marzo 1970, ore 15:00 | Germania Ovest | 3 – 0 (0-0; 3-0; 0-0) | Norvegia |  |

| Bucarest 5 marzo 1970, ore 17:30 | Bulgaria | 2 – 6 (0-2; 0-2; 2-2) | Romania |  |

| Pos. |                | PG | V | N | P | GF | GS | DR  | Pt |
| 1.   | Stati Uniti    | 7  | 7 | 0 | 0 | 70 | 11 | +59 | 14 |
| 2.   | Germania Ovest | 7  | 6 | 0 | 1 | 34 | 13 | +21 | 12 |
| 3.   | Norvegia       | 7  | 3 | 2 | 2 | 26 | 28 | -2  | 8  |
| 4.   | Jugoslavia     | 7  | 3 | 1 | 3 | 30 | 23 | +7  | 7  |
| 5.   | Giappone       | 7  | 3 | 1 | 3 | 31 | 34 | -3  | 7  |
| 6.   | Svizzera       | 7  | 2 | 0 | 5 | 22 | 31 | -9  | 4  |
| 7.   | Romania        | 7  | 2 | 0 | 5 | 21 | 38 | -17 | 4  |
| 8.   | Bulgaria       | 7  | 0 | 0 | 7 | 11 | 67 | -56 | 0  |

| Promossi nel Gruppo A:   | Stati Uniti      |
| Retrocesse nel Gruppo C: | Romania Bulgaria |

## Campionato mondiale Gruppo C
Il Campionato mondiale di Gruppo C si disputò a Galați, in Romania, dal 13 al 22 febbraio 1970.
| Galați 13 febbraio 1970, ore 12:00 | Danimarca | 1 – 3 (0-0; 0-0; 1-3) | Italia |  |

| Galați 13 febbraio 1970, ore 18:00 | Austria | 7 – 2 (1-0; 2-2; 4-0) | Francia |  |

| Galați 13 febbraio 1970, ore 21:00 | Ungheria | 7 – 1 (1-1; 3-0; 3-0) | Paesi Bassi |  |

| Galați 14 febbraio 1970, ore 17:00 | Belgio | 2 – 8 (2-1; 0-5; 0-2) | Italia |  |

| Galați 14 febbraio 1970, ore 20:00 | Francia | 9 – 2 (6-0; 2-0; 1-2) | Paesi Bassi |  |

| Galați 15 febbraio 1970, ore 17:00 | Austria | 4 – 3 (2-3; 2-0; 0-0) | Danimarca |  |

| Galați 16 febbraio 1970, ore 11:00 | Belgio | 1 – 7 (1-1; 0-4; 0-2) | Paesi Bassi |  |

| Galați 16 febbraio 1970, ore 17:00 | Francia | 1 – 4 (1-0; 0-2; 0-2) | Italia |  |

| Galați 16 febbraio 1970, ore 20:00 | Austria | 3 – 2 (3-1; 0-0; 0-1) | Ungheria |  |

| Galați 18 febbraio 1970, ore 11:00 | Austria | 11 – 0 (3-0; 3-0; 5-0) | Belgio |  |

| Galați 18 febbraio 1970, ore 17:00 | Paesi Bassi | 3 – 3 (0-0; 1-2; 2-1) | Danimarca |  |

| Galați 18 febbraio 1970, ore 20:00 | Ungheria | 6 – 3 (3-1; 1-0; 2-2) | Italia |  |

| Galați 19 febbraio 1970, ore 11:00 | Danimarca | 11 – 4 (4-1; 2-1; 5-2) | Belgio |  |

| Galați 19 febbraio 1970, ore 17:00 | Francia | 4 – 2 (2-0; 0-1; 2-1) | Ungheria |  |

| Galați 19 febbraio 1970, ore 20:00 | Italia | 6 – 1 (3-0; 2-1; 1-0) | Paesi Bassi |  |

| Galați 21 febbraio 1970, ore 11:00 | Austria | 9 – 2 (3-1; 4-0; 2-1) | Paesi Bassi |  |

| Galați 21 febbraio 1970, ore 17:00 | Ungheria | 15 – 2 (5-1; 3-0; 7-1) | Belgio |  |

| Galați 21 febbraio 1970, ore 20:00 | Francia | 2 – 0 (0-0; 1-0; 1-0) | Danimarca |  |

| Galați 22 febbraio 1970, ore 10:00 | Francia | 11 – 0 (4-0; 2-0; 5-0) | Belgio |  |

| Galați 22 febbraio 1970, ore 14:30 | Ungheria | 6 – 2 (4-2; 1-0; 1-0) | Danimarca |  |

| Galați 22 febbraio 1970, ore 17:30 | Austria | 3 – 3 (2-3; 0-0; 1-0) | Italia |  |

| Pos. |             | PG | V | N | P | GF | GS | DR  | Pt |
| 1.   | Austria     | 6  | 5 | 1 | 0 | 37 | 12 | +25 | 11 |
| 2.   | Italia      | 6  | 4 | 1 | 1 | 27 | 14 | +13 | 9  |
| 3.   | Francia     | 6  | 4 | 0 | 2 | 29 | 15 | +14 | 8  |
| 4.   | Ungheria    | 6  | 4 | 0 | 2 | 38 | 15 | +23 | 8  |
| 5.   | Danimarca   | 6  | 1 | 1 | 4 | 20 | 22 | -2  | 3  |
| 6.   | Paesi Bassi | 6  | 1 | 1 | 4 | 16 | 35 | -19 | 3  |
| 7.   | Belgio      | 6  | 0 | 0 | 6 | 9  | 63 | -54 | 0  |

| Promosse nel Gruppo B:   | Austria Italia   |
| Retrocesse dal Gruppo B: | Romania Bulgaria |